# 漳河庙
漳河庙位于中国山西省长治市沁县漳源镇漳河之源，已列为长治市文物保护单位。

## 建筑
沁县漳河庙创建于元至元二十一年（1284年），原名“通玄庙”。明初改为漳河庙。万历十二年（1584年）、清乾隆十年（1745年）、道光二十四年（1844年）、光绪八年（1882年）重修。
在漳河庙东院正殿的前墙上，镶嵌着一通青石质石碑，碑纵62厘米，碑横56厘米。碑文写给明代沁州第一位进士、大理寺右丞张䳟（1502-1545）。碑文的作者是明代的“赐进士出身资善大夫钦差总制陕西三边地方军务兵部尚书兼都察院右都御史兰溪渔石”唐龙（1477-1546）。碑文的书丹者是唐龙次子、“翰林院修撰、庚戌状元小渔唐汝楫（1514-1597年）。字体是当时盛行的馆阁体，端庄秀气。立碑人落款为张䳟的弟弟泰州同知张鹤和五个儿子翰林院庶吉士河南道御史张九功、郡庠生张九思、张九式、张九仪、张九德。

## 保护
1986年7月，漳河庙公布为公布为第一批沁县文物保护单位。
2007年，漳河庙升格为第四批长治市文物保护单位。